# Список фентезійних фільмів 1950-х років
Список фентезійних фільмів, випущених у 1950-х роках. Ці фільми включають основні елементи фентезі.

## Список
| 1950                                                                           |                                                               |                            | |
| «Краса диявола» (фр. «La Beauté du diable»)                                    | Рене Клер                                                     | Франція                    | Мішель Симон, Жерар Філіп                                                                                  |
| «Попелюшка» (англ. «Cinderella»)                                               | Вілфред Джексон, Гамільтон Ласке, Клайд Джеронімі             | США                        | Ілен Вудс, Елеонор Одлі, Верна Фелтон, Клер Дю Брей, Рода Вільямс                                          |
| «Орфей» (фр. «Orphée»)                                                         | Жан Кокто                                                     | Франція                    | Жан Маре, Франсуа Пер'є, Марія Казарес, Жульєт Греко                                                       |
| «Дивотвірний меч» (сербохорв. «Čudotvorni mač»)                                | Воїслав Нанович                                               | Югославія                  | Раде Маркович, Вера Ілич-Букич, Миловоє Живанович, Марко Маринкович                                        |
| «Гарві» (англ. «Harvey»)                                                       | Генрі Костер                                                  | США                        | Джеймс Стюарт, Джозефін Халл, Пеггі Дав, Чарльз Дрейк, Сесіл Келлауей                                      |
| 1951                                                                           |                                                               |                            | |
| «Диво в Мілані» (італ. «Miracolo a Milano»)                                    | Вітторіо Де Сіка                                              | Італія                     | Емма Граматіка, Франческо Голісано, Паоло Стоппа, Анна Карена, Альба Арнова                                |
| «Аліса в Країні Чудес» (англ. «Alice in Wonderland»)                           | Гамільтон Ласке, Клайд Джероміні, Вілфред Джексон             | США                        | Кетрін Бомонт, Ед Вінн, Джеррі Колонна, Річард Гайдн, Верна Фелтон                                         |
| «Гаразд, Нероне» (італ. «O.K. Nerone»)                                         | Маріо Сольдаті                                                | Італія                     | Джино Черві, Сільвана Пампаніні, Паоло Стоппа, Анна Карена, Альба Арнова                                   |
| «Ніч перед Різдвом» (рос. «Ночь перед Рождеством»)                             | Валентина Брумберг, Зінаїда Брумберг                          | СРСР                       | Олексій Грибов, Лілія Гриценко, Микола Гриценко, Михайло Яншин, Віра Марецька                              |
| «Казки Гофмана» (англ. «The Tales of Hoffmann»)                                | Майкл Павелл, Емерик Прессбургер                              | Велика Британія            | Мойра Ширер, Леонід М'ясін, Роберт Раунсевілль, Фредерік Ештон, Роберт Гелпманн                            |
| «Скрудж» (англ. «Scrooge»)                                                     | Браян Дезмонд Герст                                           | Велика Британія            | Аластер Сім, Кетлін Гаррісон, Мервін Джонс, Герміона Беддлі, Майкл Гордерн                                 |
| 1952                                                                           |                                                               |                            | |
| «Аладін та його лампа» (англ. «Aladdin and His Lamp»)                          | Лью Лендерс                                                   | США                        | Джонні Сендс, Патрісія Медіна, Річард Ердман, Джон Денер, Біллі Хаус                                       |
| «Джек і бобове стебло» (англ. «Jack and the Beanstalk»)                        | Джин Ярбро                                                    | США                        | Джонні Сендс, Бад Ебботт, Лу Костелло, Дороті Форд, Бадді Бер                                              |
| «Аленька квіточка» (рос. «Аленький цветочек»)                                  | Лев Атаманов                                                  | СРСР                       | Микола Боголюбов, Володимир Грибков, Ольга Чепурова, Марія Бабанова, Ніна Крачковська, Олексій Консовський |
| «Снігуронька» (рос. «Снегурочка»)                                              | Іван Іванов-Вано                                              | СРСР                       | Вероніка Борисенко, Ірина Масленнікова, Анастасія Зуєва, Георгій Мілляр                                    |
| «Садко» (рос. «Садко»)                                                         | Олександр Птушко                                              | СРСР                       | Сергій Столяров, Алла Ларіонова, Михайло Трояновський, Надір Малишевський, Іван Переверзєв                 |
| 1953                                                                           |                                                               |                            | |
| «Золоте лезо» (англ. «The Golden Blade»)                                       | Натан Юран                                                    | США                        | Пайпер Лорі, Рок Гадсон, Джин Еванс, Джордж Макреді, Кетлін Г'юз                                           |
| «5000 пальців доктора Ті» (англ. «The 5,000 Fingers of Dr. T.»)                | [[Рой Роуленд]                                                | США                        | Пітер Лінд Хейс, Мері Хілі, Ганс Конрід, Томмі Реттіг                                                      |
| «Пітер Пен» (англ. «Peter Pan»)                                                | Клайд Джеронімі, Вілфред Джексон, Гамільтон Ласке             | США                        | Боббі Дрісколл, Кетрін Бомонт, Білл Томпсон, Хезер Ейнджел                                                 |
| «Казки туманного місяця після дощу» (яп. «雨月物語 Ugetsu Monogatari»)         | Кендзі Мідзогуті                                              | Японія                     | Кьо Мачіко, Морі Масаюкі, Танака Кінуйо                                                                    |
| 1954                                                                           |                                                               |                            | |
| «Одіссея» (італ. «Ulisse»)                                                     | Маріо Камеріні, Маріо Бава                                    | Італія                     | Кірк Дуглас, Сільвана Мангано, Ентоні Квінн, Россана Подеста                                               |
| 1955                                                                           |                                                               |                            | |
| «Дитина за два фартинги» (англ. «A Kid for Two Farthings»)                     | Керол Рід                                                     | Велика Британія            | Селія Джонсон, Діана Дорс                                                                                  |
| «Зачарований хлопчик» (рос. «Заколдованный мальчик»)                           | Олександр Птушко                                              | СРСР                       | Валентина Сперантова, Анатолій Кубацький, Ераст Гарін, Тетяна Струкова, Георгій Віцин, Олексій Консовський |
| «Кісмет» (англ. «Kismet»)                                                      | Вінсент Міннеллі                                              | США                        | Говард Кіл, Енн Бліт, Долорес Грей, Монті Вуллі                                                            |
| «Аліса в Дивокраї» (англ. «Alice in Wonderland»)                               | Джордж Шефер                                                  | США                        | Джилліан Барбер, Реджинальд Гардінер, Ельза Ланчестер, Єва Ле Гальєнн                                      |
| «Скляна туфелька» (англ. «The Glass Slipper»)                                  | Чарльз Волтерс                                                | США                        | Леслі Карон, Майкл Вайлдінг, Ельза Ланчестер, Аманда Блейк                                                 |
| «Подорож до початку часів» (чеськ. «Cesta do pravěku»)                         | Карел Земан                                                   | Чехословаччина             | Йозеф Лукаш, Владімір Бейвал, Петр Геррман, Зденєк Густак                                                  |
| «Білосніжка і сім гномів» (нім. «Schneewittchen und die 7 Zwerge»)             | Еріх Коблер                                                   | Західна Німеччина          | Ельке Арендт, Адель «Адді» Адамец, Нільс Клаусніцер, Дітріх Томс, Ренате Айххольц                          |
| 1956                                                                           |                                                               |                            | |
| «Карусель» (англ. «Carousel»)                                                  | Генрі Кінг                                                    | США                        | Гордон Макрей, Ширлі Джонс, Кемерон Мітчел                                                                 |
| «Ілля Муромець» (рос. «Илья Муромец»)                                          | Олександр Птушко                                              | СРСР                       | Борис Андрєєв, Андрій Абрикосов, Наталія Медведєва, Нінель Мишкова                                         |
| «Старий Хоттабич» (рос. «Старик Хоттабыч»)                                     | Геннадій Казанський                                           | СРСР                       | Микола Волков, Єфим Копелян, Альоша Литвинов, Гена Худяков                                                 |
| «Сьома печатка» (швед. «Det Sjunde Inseglet»)                                  | Інгмар Бергман                                                | Швеція                     | Макс фон Сюдов, Гунар Бьорнстранд, Бібі Андерсон                                                           |
| «Дванадцять місяців» (рос. «Двенадцать месяцев»)                               | Геннадій Казанський                                           | СРСР                       | Георгій Віцин, Людмила Касаткіна, Ераст Гарін, Тетяна Баришева                                             |
| «Лумпацівагабундус» (нім. «Lumpazivagabundus»)                                 | Франц Антел                                                   | Західна Німеччина          | Пауль Гербігер, Гюнтер Філіп, Йоахім Фуксбергер, Вальтраут Хаас                                            |
| 1957                                                                           |                                                               |                            | |
| «Гамельнський щуролов» (англ. «The Pied Piper of Hamelin»)                     | Бретень Віндаст                                               | США                        | Клод Рейнс, Кей Старр, Дудлс Вівер                                                                         |
| «Сабу і чарівний перстень» (англ. «Sabu and the Magic Ring»)                   | Джордж Блер                                                   | США                        | Сабу Дастагир, Вільям Маршалл, Джон Дусетт                                                                 |
| «Снігова королева» (рос. «Снежная королева»)                                   | Лев Атаманов                                                  | СРСР                       | Яніна Жеймо, Марія Бабанова, Віра Попова                                                                   |
| «Історія людства» (англ. «The Story of Mankind»)                               | Ірвін Аллен                                                   | США                        | Рональд Колман, Вінсент Прайс, Геді Ламар, Граучо Маркс, Гарпо Маркс                                       |
| «Прокляття ацитекської мумії» (ісп. «La Maldición de la Momia Azteca»)         | Рафаель Портілло                                              | Мексика                    | Рамон Ґей, Роза Аренас, Крокс Альварадо, Луїс Асевес Кастаньєда                                            |
| «Чоловік, який махав хвостом» (італ. «Un angelo è sceso a Brooklyn»)           | Ладіслао Вайда                                                | Італія                     | Пітер Устінов, Мауріціо Арена, Пабліто Кальво, Арольдо Тьєрі, Франка Тамантіні                             |
| «Зіґфрід» (італ. «Sigfrido»)                                                   | Джакомо Джентіломо                                            | Італія                     | Іларія Оккіні, Себастьян Фішер, Катаріна Майберг, Рольф Тасна                                              |
| 1958                                                                           |                                                               |                            | |
| «Робот проти ацтекської мумії» (ісп. «La Momia Azteca contra el Robot Humano») | Рафаель Портілло                                              | Мексика                    | Рамон Ґей, Роза Аренас, Крокс Альварадо, Луїс Асевес Кастаньєда                                            |
| «Біла змія-чарівниця» (яп. «白蛇伝, Hakujaden»)                                | Тайдзі Ябусіта                                                | Японія                     | Хісая Морісіге, Маріко Міяґі                                                                               |
| «Геракл» (італ. «Hercules»)                                                    | П'єтро Франціскі                                              | Італія                     | Стів Рівз, Сільва Кошина, Іво Гаррані, Джанна Марія Канале                                                 |
| «Дзвіночок, книга і свічка» (англ. «Bell, Book and Candle»)                    | Річард Куайн                                                  | США                        | Джеймс Стюарт, Кім Новак, Джек Леммон, Герміона Ґінгольд, Ельза Ланчестер                                  |
| «Сьома подорож Сіндбада» (англ. «Bell, Book and Candle»)                       | Нейтан Юран, Рей Гаррігаузен                                  | США                        | Кервін Метьюз, Кетрін Кросбі, Річард Ейр, Торін Тетчер, Алек Манго, Денні Грін                             |
| «Хлопчик-мізинчик» (англ. «Tom Thumb»)                                         | Джордж Пал                                                    | США, Велика Британія       | Расс Темблін, Алан Янг, Террі-Томас, Пітер Селлерс                                                         |
| 1959                                                                           |                                                               |                            | |
| «Чорний Орфей» (порт. «Orfeu Negro»)                                           | Марсель Камю                                                  | Бразилія, Франція, Італія  | Брено Мелло, Марпесса Доун, Марсель Камю, Фаусто Герцоні, Леа Гарсія, Адемар Феррейра да Сілва             |
| «Народження Японії» (яп. «日本誕生, Nippon Tanjō»)                             | Хіросі Інагак                                                 | Японія                     | Тосіро Міфуне, Гандзіро Накамура, Акіхіко Хірата, Такасі Сімура, Сецуко Хара, Акіра Такарада               |
| «Пригоди Буратіно» (рос. «Приключения Буратино»)                               | Іван Іванов-Вано, Дмитро Бабиченко                            | СРСР                       | Георгій Віцин, Ніна Гуляєва, Євген Веснік, Маргарита Корабельникова                                        |
| «Подорож до центру Землі» (англ. «Journey to the Center of the Earth»)         | Генрі Левін                                                   | США                        | Джеймс Мейсон, Пет Бун, Арлін Дал, Діана Бейкер                                                            |
| «Марія-майстриня» (рос. «Марья-искусница»)                                     | Олександр Роу                                                 | СРСР                       | Михайло Кузнецов, Нінель Мишкова, Анатолій Кубацький, Георгій Мілляр                                       |
| «Сампо» (рос. «Сампо»)                                                         | Олександр Птушко                                              | СРСР                       | Урхо Сомерсалмі, Анна Орочко, Іван Воронов, Еве Ківі, Георгій Мілляр                                       |
| «Спляча красуня» (англ. «Sleeping Beauty»)                                     | Клайд Джеронімі, Вольфганг Райтерман, Ерік Ларсон, Лес Кларк  | США                        | Мері Коста, Білл Ширлі, Елінор Одлі, Верна Фелтон                                                          |
| «Єдиний ангел на землі» (нім. «Ein Engel auf Erden»)                           | Геза фон Радваньї                                             | Західна Німеччина, Франція | Ромі Шнайдер, Анрі Відаль, Мішель Мерсьє, Жан-Поль Бельмондо                                               |
| «1001 арабська ніч» (англ. «1001 Arabian Nights»)                              | Джек Кінні                                                    | США                        | Джим Бакус, Кетрін Кросбі, Двейн Хікман, Ганс Конрід                                                       |
| «Дарбі О'Гілл і чоловічки» (англ. «Darby O'Gill and the Little People»)        | Роберт Стівенсон                                              | США                        | Альберт Шарп, Джанет Манро, Шон Коннері                                                                    |
| «Дональд в Матемагії» (англ. «Donald in Mathmagic Land»)                       | Гамільтон Ласке, Вольфганг Райтерман, Лес Кларк, Джошуа Мідор | США                        | Кларенс Неш, Пол Фріз, Джун Форей                                                                          |
| «Звільнений Геракл» (італ. «Ercole e la regina di Lidia»)                      | П'єтро Франціскі                                              | Італія, Франція            | Стів Рівз, Сільва Кошина, Серджіо Фантоні, Сильвія Лопез                                                   |
| «Людина, яка пройшла крізь стіну» (нім. «Ein Mann geht durch die Wand»)        | Ладіслао Вайда                                                | Західна Німеччина          | Гайнц Рюманн, Ніколь Курсель, Рудольф Ромберг                                                              |
| «Подорож маленького Пітера на Місяць» (нім. «Peterchens Mondfahrt »)           | Герхард Герінг                                                | Західна Німеччина          | Франк Фрайхер фон дем Боттленберг, Кора Фрайфрау фон дем Боттленберг, Ірмгард Фьорст, Тілла Гоманн         |
| «Кудлатий пес» (англ. «The Shaggy Dog»)                                        | Чарльз Бартон                                                 | США                        | Фред Макмюррей, Джин Хеген, Томми Кірк, Аннетт Фуничелло, Сесіл Келлауей                                   |